# Carcinoma in situ
Carcinoma in situ (лат. carcinoma in situ — рак на месте), преинвазивный рак, внутриэпителиальный рак или рак 0 стадии — злокачественная опухоль на начальных стадиях развития, особенностью которой является скопление гистологически измененных клеток без прорастания в подлежащую ткань. Считается, что рак in situ находится в динамическом равновесии — клетки опухоли гибнут с такой же скоростью, как и пролиферируют, отличается своей бессосудистой стадией развития.  Характеризуется, как правило, небольшими размерами, отсутствием клинических проявлений, очень медленным ростом и отсутствием метастазов. Также «раком на месте» может называться результат успешного лечения — химиотерапии и/или лучевой терапии или самопроизвольного уменьшения опухоли. В этом случае растущая ранее опухоль останавливается в росте или даже уменьшается, иногда до почти полного исчезновения. Рак in situ никак себя не проявляет и обнаруживается, как правило, случайно, когда проводится гистологический срез или биопсия. До момента начала активного роста может пройти значительное время — вплоть до нескольких десятков лет. Чаще всего эта опухоль образуется из плоских эпителиальных тканей, молочной железы, мочевыводящих путей, слизистой оболочки матки, предстательной железы. 